# پتی‌آباد
پتی‌آباد یک منطقهٔ مسکونی در ایران است که در دهستان چقانرگس واقع شده‌است. پتی‌آباد ۱۷۲ نفر جمعیت دارد.